# ГЕС Фала
ГЕС Фала — гідроелектростанція у Словенії. Знаходячись між ГЕС Озбалт (вище по течії) та ГЕС Мариборскі Оток, входить до складу каскаду на річці Драва, великій правій притоці Дунаю.
Станція використовує бетонну греблю висотою 34 метри та довжиною 248 метрів, яка потребувала 70 тис. м3 матеріалу. Вона утримує витягнуте по долині Драви на 8,6 км водосховище з площею поверхні 1 км2 та об'ємом 4,2 млн м3 (корисний об'єм 0,9 млн м3).
Першу чергу станції спорудили у 1913—1918 роках, ще під час перебування Словенії під владою Австро-Угорщини. Тоді біля лівобережної частини греблі облаштували машинний зал, де встановили п'ять турбін типу Френсіс. А в 1925-му та 1932-му станцію підсилили ще двома турбінами.
Первісно гребля мала п'ять водопропускних шлюзів, призначених для скидання надлишкової води під час повені. Додаткові спостереження за річкою, а також зарегулювання її стоку за допомогою каскаду електростанцій, дозволили ухвалити рішення про заміну одного шлюзу на додаткову турбіну типу Каплан потужністю 18 МВт, що відбулось у 1977 році. А в 1991-му облаштували новий машинний зал біля правобережної частини греблі, встановлені в якому дві турбіни типу Каплан потужністю по 20 МВт замінили сім старих гідроагрегатів (перший машинний зал при цьому перетворили на музей).
Турбіни станції використовують напір у 14,6 метра та забезпечують виробництво 260 млн кВт-год електроенергії на рік.
Видача продукції відбувається по ЛЕП, розрахованій на роботу під напругою 110 кВ.